# 宗像氏男
宗像氏男（1512年－1551年9月30日）是日本戰國時代中宗像大社的第79代大宮司。父親是宗像氏續（有說法指是宗像氏佐）。兒子有宗像氏隆。仕於大內義隆，受其賜予偏諱並改名為黑川隆像。
天文20年（1551年）9月1日，伴隨著義隆的自殺而殉死。